# بخش مرکزی شهرستان چگنی
بخش مرکزی یکی از بخش‌های شهرستان چگنی در استان لرستان ایران است.

## جمعیت
براساس سرشماری مرکز آمار ایران در سال ۱۳۹۰، جمعیت بخش مرکزی چگنی ۱۶۱۹۰ نفر بوده‌است.

## تقسیمات کشوری
بخش مرکزی شهرستان چگنی از دو دهستان تشکیل شده‌است:
- بخش مرکزی شهرستان چگنی :
  - دهستان دوره
  - دهستان تشکن

شهرها: سراب‌دوره